# Cardiocondyla britteni
Cardiocondyla britteni är en myrart som beskrevs av W. C. Crawley 1920. Cardiocondyla britteni ingår i släktet Cardiocondyla och familjen myror. Inga underarter finns listade.